# Wilhelm Karl Julius Gutberlet
Wilhelm Karl Julius Gutberlet (* 5. August 1813 in Schwebda; † 17. September 1864 in Gießen) war ein deutscher Lehrer und Geologe.

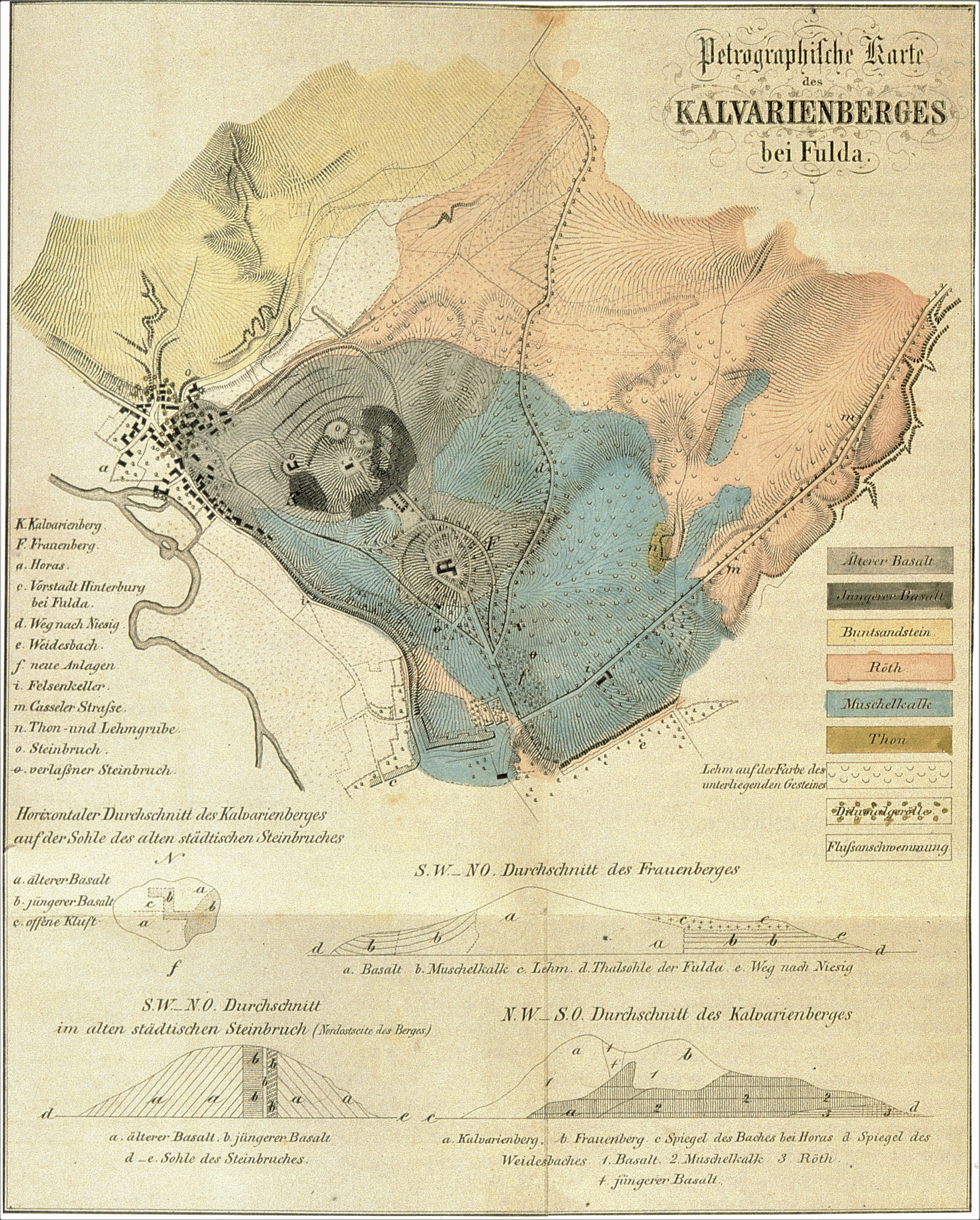
Petrographische Karte des Kalvarienberges bei Fulda (1853)

Das naturwissenschaftliche, insbesondere mineralogische Interesse erbte er von seinem Vater. Nachdem er im Alter von zwölf Jahren verwaist war, folgte er seinem älteren Bruder Ernst, der Theologie studierte, nach Marburg und Rotenburg. 1830 belegte er einen praktischen Kurs im Riechelsdorfer Bergwerk im Landkreis Hersfeld-Rotenburg und 1832 begann er sein Studium an der Universität Göttingen bei Friedrich Hausmann. Nach Beendigung des Studiums arbeitete er zunächst als Privatlehrer. Nach bestandenem Staatsexamen erhielt er den Auftrag, in Fulda eine Realschule zu errichten, der er später als Realschulinspektor und erster Direktor vorstand. Die Schule besteht bis heute als Gymnasium mit dem Namen Freiherr-vom-Stein-Schule.
Gutberlet gilt als Wegbereiter des ein Jahr nach seinem Tod gegründeten Vereins für Naturkunde zu Fulda, heute Verein für Naturkunde in Osthessen. Seiner alten Neigung folgend, unternahm er geologische Studien in der Umgebung von Fulda sowie dem Rhöngebirge und dem Vogelsberg. Er widmete sich hauptsächlich den vulkanischen Gesteinen Basalt, Trachyt und Phonolith und deren Beziehungen zueinander.
Gutberlet war Mitglied der Gesellschaft Deutscher Naturforscher und Ärzte, der Jenaer mineralogischen Gesellschaft, der Deutschen Geologischen Gesellschaft (lfd. Nr. 58 der ersten 170 Mitglieder 1849), der Gesellschaft zur Förderung der Naturwissenschaften in Marburg, der Wetterauischen Gesellschaft und des mittelrheinischen geologischen Vereins zu Darmstadt. Beim Besuch der Naturforscherversammlung starb er.
Hugo Bücking schrieb 1907 zum Werk von Gutberlet, dass sich auch fast 50 Jahre nach seinem Tod „alles, was über die gegenseitigen Altersbeziehungen der rhönischen Eruptivgesteine später von Sandberger... und Gümbel... als feststehende Tatsachen mitgeteilt wird, fußt auf der schon 1845 von Gutberlet erkannten und später mehrfach eingehend erläuterten geologischen Einteilung der vulkanischen Gesteine der Rhön“.

## Werk
Sein Werk umfasst 31 Titel und brachte einige neue Aspekte in die damalige geologische und mineralogische Forschung. Seinen Geognostischen und geologischen Beobachtungen über den Kalvarienberg bei Fulda aus 1853 ist die erste geologische Detailkarte der Region beigelegt, ebenso wie er die wahrscheinlich älteste Profilzeichnung aus dem Gebiet veröffentlichte.